# Juan Coderch
Juan Coderch (Santiago de Chile, 4 de julio de 1961) es un destacado percusionista chileno que ha desarrollado diversos estilos desde la música contemporánea hasta el jazz la fusión latinoamericana y el rock.

## Carrera
Aunque comenzó su formación en el área folclórica con Patricio Manns y Silvia Urbina, Coderch se ha desempeñado principalmente en el jazz y la música clásica. Realizó sus estudios de piano en la Facultad de Artes de la Universidad de Chile y luego, recibió una beca para perfeccionar su técnica en north Dakota en Estados Unidos, y otra para cursar Bachillerato en Percusión en Cleveland, Estados Unidos, donde paralelamente estudia jazz. De vuelta en Chile, se incorporó durante un tiempo a Bandhada, grupo de Jazz-Rock progresivo, acompañó en vivo a destacados exponentes del jazz, hasta que en 1992 creó su propia agrupación de jazz-fusión, Repercusión, donde mostró su desempeño en la composición, y con la que edita en 1999 un disco homónimo. Desde 1998, es solista en timbales y percusión de la Orquesta Sinfónica de Chile, donde ha mostrado toda su capacidad interpretativa en el área clásica. En el 2005 viajó a la india a estudiar tabla y percusión con el maestro Ramdas Palsule. Paralelamente ha desarrollado una importante labor académica, primero en la escuela de Música SCD y en la Escuela Moderna de Música.
Participó como baterista de sesión en la grabación del disco "Bajo una luna cámbrica" de la agrupación de metal nacional Dorso, grabando los temas "En los Alrededores del Templo" y "Suite".
Fue uno de los músicos invitados por el grupo La Ley para la sesión que dio origen al disco La Ley MTV Unplugged.

## Discografía
- Repercusión (1999 - Autoedición)
- Conciertos para vibráfono y marimba (2003 - Fondart)

- Datos: Q5948835